# سیامک قادری
سیامک قادری روزنامه‌نگار، خبرنگار و وبلاگ‌نویس است.
وی که از سال ۱۳۶۹ تا سال ۱۳۸۹ به مدت ۲۰ سال در ایرنا به عنوان خبرنگار فعال بود در سابقه رسانه ای خود عضویت در هیئت تحریریه به عنوان روزنامه‌نگار، دبیر، سر دبیر و مدیر خبر را در روزنامه ایران، صبح خانواده، اخبار، صدای عدالت، خبرگزاری ایلنا، خبرگزاری جامعه جوانان ایرانی (سینا) و خبرگزاری میراث فرهنگی بر عهده داشت. سیامک قادری یک بار در سال ۷۸ به عنوان یکی از خبرنگاران حاضر در اعتراضات دانشجویی مرتبط با حوادث کوی دانشگاه در معرض بازداشت قرار گرفت ولی با رایزنی مدیرعامل وقت ایرنا موضوع بازداشت او منتفی و صرفاً به خارج شدنش از کادر تولید خبر بسنده شد. سال ۸۳ نیز در پی پوشش خبر اعتصاب غذای گنجی، پرونده ای در شعبه ۱۴۱۰ بری او افتتاح شد که به رغم ۱۱ بار احضار و بازجویی هنوز مفتوح است. این خبرنگار همچنین گزارش‌های اجتماعی بلندی را در قالب انتشارات خبری موردی ایرنا در کارنامه دارد، گزارش‌های انتقادی که بسیاری از آنان مورد تشویق روزنامه‌نگار مستقل و مقامات دولت اصلاحات قرار گرفته‌است. قادری که در تغییر نرم‌افزاری ایرنا به سیستم وب در سال ۱۳۸۴ نقش مؤثری داشت و مسولیت نظارت بر اجرای آن را بر عهده داشت، به لحاظ خبری و گرایش ایرنا، یکی از منتقدین نحوه اداره این رسانه بعد از روی کار آمدن محمود احمدی‌نژاد ایرنا بود. او در جریان پیامدهای انتخابات ریاست‌جمهوری دهم ایران در ایران و در وبلاگی به نام ایرنای ما گزارش‌هایی دربارهٔ برخوردهای خشن نیروهای سرکوبگر با معترضان گزارش‌هایی را منتشر کرد.
مسوول وبلاگ ایرنای ما پس از ۱۳ بار فیلتر شدن این وبلاگ و احضار به دفتر پیگیری وزارت اطلاعات در بهمن ماه ۸۸، در مرداد ماه ۸۹، بازداشت شد. او ۹ ماه در بند ۲۰۹ زندان اوین بازداشت بود و مجموعاً ۴ سال را به اتهام شرکت در اعتراضات و تبلیغ علیه نظام در زندان سپری کرد. سیامک قادری با داشتن ۲۰ سال سابقه کاری در خبرگزاری جمهوری اسلامی بلافاصله بعد از بازداشت، به شکلی غیرقانونی برکنار شد.

## بازداشت
وی ۱۴ مرداد ماه سال ۱۳۸۹ توسط مأموران امنیتی در خانه‌اش بازداشت شد. بعد از آن وی به بند ۲۰۹ زندان اوین منتقل شد. مدت ۳۴ روز را در به صورت انفرادی گذراند و در طول دوران بازجویی مورد آزار و شکنجه قرار گرفت. سه ماه پس از بازداشت در بند ۲۰۹ در شعبه ۲۸ دادگاه انقلاب اسلامی به اتهام اجتماع و تبانی، تبلیغ علیه نظام و توهین به رئیس‌جمهور به ۴ سال زندان محکوم شد و به دلیل تهیه گزارشی از موضوع همجنس گرایان به تحمل ۶۰ ضربه شلاق محکوم شد.
به رغم صدور حکم محکومیت اما دوران بازداشت موقت این روزنامه‌نگار زندانی ۹ ماه طول کشید و مقامات دادستانی پس از درگیری وی با مأموران بند امنیتی ۲۴۰ در فرودین ۱۳۹۰ ناگزیر وی را به بند ۳۵۰ زندان اوین منتقل کردند.
سیامک قادری از جمله روزنامه نگاران فعال در زندان محسوب می‌شد که گزارش موارد نقض حقوق بشر در زندان‌ها را به‌طور مخفیانه و از درون زندان مخابره می‌کرد.
فعالیت‌های رسانه ای و همچنین اعتراضات درون زندان بارها موجب شد که وی به سلول انفرادی منتقل شده و به این ترتیب افزون بر ۶۰ روز انفرادی تأدیبی را در کارنامه زندان خود تجربه کرده‌است.
او در مجموع ۶ ماه را در بند امنیتی ۲۰۹، ۳ ماه بند امنیتی ۲۴۰ و ۳۹ ماه را در بند ۳۵۰ زندان اوین گذراند و در ۲۳ تیر ماه ۱۳۹۳ بدون گذراندن حتی یک ساعت مرخصی یا اعزام به مراکز درمانی خارج از زندان اوین، در روستای فرحزاد از زندان آزاد شد تا در مقابل زندان مورد استقبال همکاران و خانواده خود قرار نگیرد.

## دریافت جوایز بین‌المللی
سیامک قادری در دوران بازداشت و زندان خود دست از اطلاع‌رسانی برنداشت. او در مورد موارد نقض حقوق زندانیان بدون در نظر گرفتن وابستگی سیاسی آنان تلاش کرد و بعلاوه وضعیت زندانهای ایران و کاستی‌ها و تحولات زندان سیاسی را بارها گزارش کرد و به همین دلیل بارها از سوی سازمانهای معتبری چون دیده‌بان حقوق بشر، گزارشگران بدون مرز و کمیته دفاع از روزنامه نگاران، مفتخر به دریافت عنوان‌ها و جوایزی شد.
1. جایزه هلمن - همت سازمان دیده‌بان حقوق بشر :سیامک قادری در سال ۲۰۱۳ موفق به کسب جایزه معتبر حقوق بشری هلمن-همت از سازمان دیده‌بان حقوق بشر شد.[۲]
2. جایزه آزادی مطبوعات ۲۰۱۴: سیامک قادری به همراه روزنامه‌نگارانی از برمه، روسیه و آفریقای جنوبی، برنده جایزه بین‌المللی آزادی مطبوعات در سال ۲۰۱۴ شد. کمیته حفاظت از روزنامه‌نگاران مستقر در ایالات متحده (CPJ) از این روزنامه‌نگاران به دلیل ادامه فعالیت با وجود خشونت و سانسور تقدیر کرد.[۳]
3. یکصد قهرمان اطلاع‌رسانی: نام این روزنامه‌نگار ایرانی در بین ۱۰۰ قهرمان اطلاع‌رسانی در سال ۲۰۱۴ از سوی کمیته گزارشگران بدون مرز اعلام شد.[۴]